# Jelena Veljača
Jelena Veljača, hrvaška igralka, * 23. april 1981, Zagreb.

## Filmske in televizijske vloge
- Urota (TV-serija, 2006)
- Ljubav u zaledju (TV-serija, 2005)
- Villa Maria (2005)
- Veliki Odmor (2000)